# 博雷爾峰
46°34′55.40″N 8°41′57.49″E / 46.5820556°N 8.6993028°E

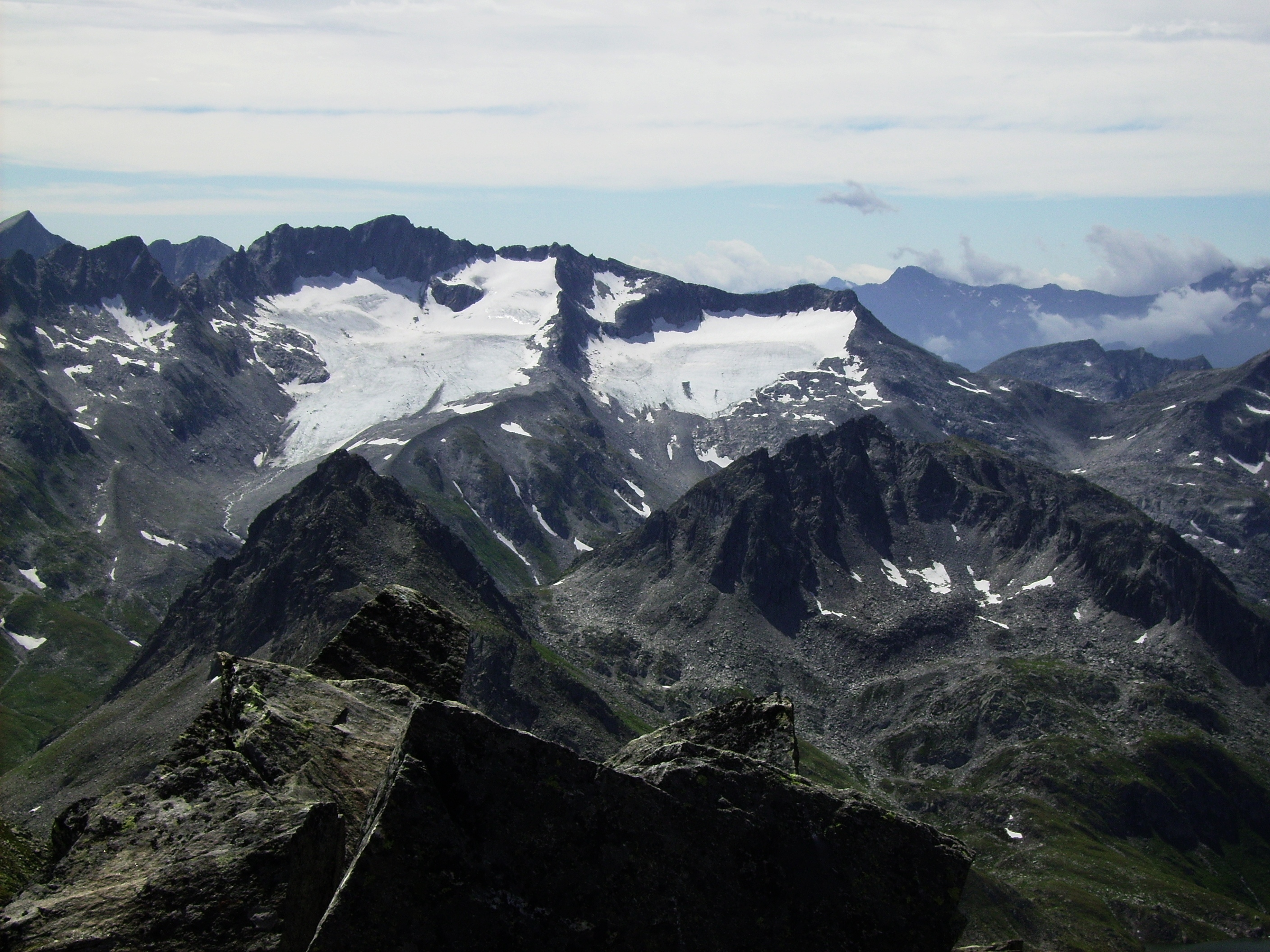

博雷爾峰（Piz Borel），是瑞士的山峰，位於該國東南部，由格勞賓登州負責管轄，屬於哥達山的一部分，海拔高度2,952米，每年平均降雨量2,385毫米。